# Còricos
Còricos (en grec antic Κώρυκος, en llatí Corycus) era un promontori de Cilícia que formava part de la Cilícia Tràquea, a Anatòlia, segons diu Estrabó, que no menciona la fortalesa i la ciutat amb el mateix nom allà situades. És l'actual Korghoz.
Titus Livi, Pomponi Mela i Esteve de Bizanci sí que mencionen la ciutat, de la que s'han trobat algunes monedes. A l'antiguitat, Còricos era una important ciutat comercial i portuària. Va ser el port de Selèucia d'Isàuria, on, l'any 191 aC, la flota d'Antíoc el gran va ser derrotada pels romans. A l'època romana conservava les seves lleis antigues. Els emperadors romans hi estacionaven una flota per vigilar els pirates que freqüentaven aquelles costes. Còricos era també el nom d'una moneda de l'antiguitat i se'n conserven alguns exemplars.
La ciutat formava part de l'Imperi Romà d'Orient. Justinià I va restaurar els banys públics i un hospital. L'almirall Eustacios Kimineianos va fortificar el lloc seguint les ordres d'Aleix I Comnè a principis del segle xii, i hi va agregar un castell que va situar en una petita illa. Aquest castell es va anomenar més tard "castell de les donzelles", perquè es deia que un rei hi tenia la seva filla en captivitat perquè hi havia una profecia que deia que moriria de la mossegada d'una serp verinosa. La van aïllar al castell per protegir-la, però una serp va entrar al castell dins d'una cistella, va mossegar la noia i va morir. Còricos va ser conquerida pels armenis poc després que la reconstruïssin els romans d'Orient.
El lloc és famós a la mitologia grega perquè allí hi havia la cova que mencionen Píndar i Èsquil, i el llit del gegant Tifó. En aquesta cova, diu Estrabó, s'hi cultivava el millor safrà.